# آرثر جونز (لاعب كرة قدم أمريكية)
آرثر جونز (بالإنجليزية: Arthur Jones)‏ (و. 1986  م) هو لاعب كرة قدم أمريكية، من الولايات المتحدة، ولد في روتشستر، يلعب كطرف دفاعي ‏.

## التعليم
تعلم في جامعة سيراكيوز.

## روابط خارجية
- آرثر جونز على موقع إي إس بي إن.كوم (أن.أف.أل)3
- آرثر جونز على موقع مرجع كرة القدم المحترفة.كوم (الإنجليزية)
- آرثر جونز على موقع كلية كرة القدم في سبورتس رفرنس.كوم (الإنجليزية)